# Alejandro Leiva Wenger
Alejandro Leiva Wenger, född 19 juni 1976, är en svensk författare och dramatiker. Han debuterade med novellsamlingen Till vår ära (2001). Hans teaterpjäser har spelats på bl.a. Kulturhuset/Stadsteatern, Dramaten, Unga Klara och stadsteatrarna i Malmö och Göteborg. 

## Biografi
Alejandro Leiva Wenger föddes i Concepción, Chile. Vid nio års ålder flyttade han med sin mor och två bröder till Vårberg i Stockholm. Han disputerade i sociologi vid Stockholms universitet våren 2019. Han är bror till skådespelaren Pablo Leiva Wenger och rapparen Felipe Leiva Wenger, mer känd som Fille i duon Ison och Fille.

## Verk
Leiva Wenger debuterade 2001 på Albert Bonniers förlag med novellsamlingen Till vår ära. Boken blev mycket uppmärksammad för sin nyskapande form och stil, samt för att introducera förortssvenskan i litteraturen. 2023 blev boken utvald till projektet "Stockholm läser" med motiveringen: ”Med sitt stora litterära raffinemang och sin existentiella angelägenhet sände Alejandro Leiva Wengers debutbok chockvågor genom det litterära landskapet när den kom ut 2001. De självlysande och myllrande novellerna i Till vår ära skildrar sociolekternas, överlevnadsknepens och de förlorade drömmarnas utkantsstockholm på ett sätt vi aldrig hade fått möta det förut.”  När Expressen Kultur listade de bästa svenska böckerna utgivna under åren 2000–2025 kom Till vår ära på femte plats. Listan utsågs genom att 101 svenska kritiker, författare och litteraturvetare valde sina fem favoritverk varpå kulturredaktionen räknade samman den slutgiltiga listan.
2004 skrev han manus till den prisbelönta kortfilmen Elixir, som är baserad på en novell med samma namn i Till vår ära.
Som dramatiker debuterade Leiva Wenger med monologen 127, spelad och regisserad av Pablo Leiva Wenger. 127 hade premiär på Stockholms dramatiska högskola och gästspelade under 2012 och 2013 på bl.a. Stockholms Stadsteater och Malmö Stadsteater. Pjäsen vann Nöjesguidens stockholmspris för bästa scenkonst 2012. Leiva Wengers andra pjäs, Författarna, hade premiär 2013 på Unga Klara i Stockholm.   Pjäsen valdes ut till Bibu 2014 (Biennal för barn och unga) och nominerades till föreningen Svenska teaterkritikers pris. 
Författarna blev början på ett samarbete med regissören Frida Röhl, som stått för regin i flera av Leiva Wengers pjäser, som radiodramat No Limit (2015), musikalen Folkbokförarna (2016) på Folkteatern i Göteborg samt den svarta komedin Minnesstund. Den senare hade urpremiär på Stockholms stadsteater 2016. En andra uppsättning, i regi av Martin Rosengardten, hade premiär på Malmös stadsteater 2019. Pjäsen Minnesstund, om minnets och glömskans mekanismer, har beskrivits som en existentiell thriller, en fars och en tragedi på en och samma gång. I sin recension skrev Dagens Nyheter att Leiva Wenger "framstår alltmer som en av samtidens stora svenska dramatiker".
Arvet från 2021 handlar om huvudpersonen Klaras livslånga oro för att ha Huntingtons sjukdom. Pjäsen har beskrivits som "en existentiell fars om det allra mest tragiska". 
2023 hade Pappas födelsedag urpremiär på Dramaten, i regi av Frida Röhl. Pjäsen skildrar ett alltmer kaotiskt födelsedagsfirande när pappan i familjen börjar prata förvirrat om de vuxna barnens mamma, som försvann under diktaturen i Chile på 70-talet. Kritikerna beskrev Pappas födelsedag som "ett familjedrama som både bugar och dansar vid Ibsens grav" , ett "hejdundrande teaterkalas" , "en underbar pjäs" och "en blivande klassiker". Pjäsen belönades med Expressens teaterpris En bit av Georgs hatt 2023. 
Teaterpjäsen Snattaren, för mellanstadiet, hade urpremiär på Ung Scen/Öst 2023 och blev utvald till Bibu 2024. Den regisserades av Martin Rosengardten som även stod för regin i Leiva Wengers pjäs Nattvak på Göteborgs stadsteater 2024.  
Leiva Wengers tre första pjäser finns utgivna i boken Fakta, tre pjäser (Albert Bonniers förlag, 2015). 

## Utgivna böcker
- Till vår ära (Albert Bonniers förlag, 2001. Modernista, 2015. Albert Bonniers förlag, 2023 med förord av Donia Saleh).
- Fakta – tre pjäser (Albert Bonniers förlag, 2015).

## Dramatik (urpremiärer)
- 2011 – 127. Stockholms dramatiska högskola.
- 2013 – Författarna. Unga Klara. Regi: Frida Röhl.
- 2014 – No Limit. Sveriges Radio. Regi: Frida Röhl.
- 2016 – Minnesstund. Kulturhuset/stadsteatern. Regi: Frida Röhl.
- 2016 – Folkbokförarna. Folkteatern Göteborg. Regi: Frida Röhl.
- 2021 – Arvet. Riksteatern/Folkteatern Göteborg. Regi: Frida Röhl.
- 2022 – Borkmania. Malmö Stadsteatern. Regi: Stefan Pucher.
- 2023 – Snattaren. Ung Scen/Öst. Regi: Martin Rosengardten.
- 2023 – Pappas födelsedag. Dramaten. Regi: Frida Röhl.
- 2024 – Nattvak. Göteborgs stadsteater. Regi: Martin Rosengardten.

## Priser och utmärkelser
- 2002 – Nominerad till Katapultpriset och Borås tidnings debutantpris för Till vår ära.
- 2012 – Nöjesguidens Stockholmspris för pjäsen 127.
- 2015 – Nominerad till Svenska Dagbladets litteraturpris för Fakta, tre pjäser.
- 2016 – Henning Mankell-stipendiet (Dramatikerförbundet).
- 2019 – Anna Sjöstedts resestipendium (Svenska Akademien).
- 2021 – Det svenska Ibsen-sällskapets Ibsenpris.
- 2021 – Karin Boyes litterära pris.
- 2023 – Heidelberger Stückemarkts internationella dramatikerpris för pjäsen Minnesstund (Leichenschmaus).
- 2023 – Till vår ära utvald till Stockholm läser.
- 2023 – Dramatens Daniel Sachs-stipendium för Pappas födelsedag.[28]
- 2024 – Expressens teaterpris En bit av Georgs hatt, 2023.